# Gra Lygiá
Gra Lygiá, en grec moderne : Γρα Λυγιά, est un village du dème d'Ierápetra, dans le district régional de Lassíthi, de la Crète, en Grèce. Selon le recensement de 2001, la population de Gra Lygiá compte 1 201 habitants.
Le village est situé à une distance de 4 km en banlieue ouest d'Ierápetra.